# Polynoe violacea
Polynoe violacea är en ringmaskart som beskrevs av Schmarda 1861. Polynoe violacea ingår i släktet Polynoe och familjen Polynoidae. Inga underarter finns listade i Catalogue of Life.